# Johannes Cesaris
Johannes Cesaris (fl. ok. 1385–1420) – franko-flamandzki kompozytor działający na początku XV wieku.
O jego życiu brak bliższych informacji. Około 1417 roku był przypuszczalnie organistą w Angers. Martin le Franc w swoim poemacie Le Champion des dames (1441–1442) wymienia go obok Johannesa Carmena i Johannesa Tapissiera jako jednego z najbardziej podziwianych twórców w Paryżu na początku XV wieku. Z jego twórczości zachował się jeden izorytmiczny motet, sześć rond i dwie ballady.
Twórczość muzyczna Cesarisa należy do późnego okresu rozwoju francuskiej ars nova. Najbardziej rozwinięte pod względem tonalno-harmonicznym są jego kompozycje balladowe, wykazujące bliski związek z muzyką włoską i wczesnymi utworami Guillaume’a Dufaya.